# No Name
No Name je šestičlenná slovenská pop-rocková skupina založená 26. srpna 1996 v Košicích. Toho dne zároveň zvítězili v místní soutěži kapel zvané Košický zlatý poklad ´96. Zakládajícími členy byli Viliam Gutray a trojice bratrů Timkových – Igor, Roman a Ivan.
Opravdový průlom přišel až v roce 2000 s albem Počkám si na zázrak a to především díky písním „Ty a Tvoja sestra“ a „Žily“. Následovaly úspěšné desky Oslávme si život, Slová do tmy a Čím to je. Leden 2008 byl ve znamení natáčení nové desky V rovnováhe, která se natáčela ve studiu Propast hudebníka Petra Jandy.
V roce 2016 vydali No Name desku S láskou, která na hudebním webu iReport obdržela hodnocení čtyř hvězdiček z pěti.
Roku 2016 vyhráli českeho Slavika v kategorii Slavíci bez hranic.

## Členové kapely
- Igor Timko – zpěv
- Roman Timko – sólová kytara, vokály
- Dušan Timko – kytara
- Pali Jakab – basová kytara
- Zoli Sallai – klávesy, vokály
- Ivan Timko – bicí, vokály

- manager – Filip Šmíd
- produkce – Special Events Services,s.r.o.
- sound – Peter Gajdoš
- lights - Lukáš Červenka
- technik – Ondra Nowas Novotný

## Diskografie

### Studiová alba
- 1998: No Name
- 2000: Počkám si na zázrak
- 2001: Oslávme si život
- 2003: Slová do tmy
- 2005: Čím to je
- 2008: V rovnováhe
- 2009: Best of
- 2011: Nový album
- 2012: Love songs
- 2016: S láskou

### Živá alba
- 2006: Live in Prague – Tour 2006

### Singly
- 2009: Ná Ná Ná + Chinaski
- 2017: Kto dokáže... + Karel Gott